# 中国人民解放军长春特别市军事管制委员会
中国人民解放军长春特别市军事管制委员会是1948年10月东北野战军占领长春后，对长春市实施军事管制的地方最高权力机关机关。

## 历史
1948年7月，东北局召开东北城市工作会议，决定成立沈阳、长春两市筹备委员会，调吉林市委书记石磊筹建中共长春市委。长春市筹备委员会主任石磊，副主任唐天际、邹大鹏。石磊留在东北局组建长春市委。8月，中央决定长春为特别市，直接由东北局领导。9月底10月初，石磊、张文海、于克等率大批干部到达九台。
长春入城前夕，中共长春工委（书记杨实人）拟定了《进城部队与城工人员纪律（草案）》共12条，对即将入城的部队和干部作出严格要求。
1948年10月5日在吉林市重新组建中共长春市委，石磊任长春市委书记。随后，组建长春市人民政府，邹大鹏任市长，张文海任副市长。10月10日开始筹备军管会，10月16日组建军管会。
1948年10月19日长春市委市政府随解放军进入长春城区。东北人民解放军独立第十一师留驻市区卫戍长春。10月21日长春特别市军事管制委员会发布第一号布告。10月22日长春特别市军事管制委员会发布第二号布告，要求流散在本市的国民党军警宪特人员到指定地点报道，收缴流散枪支弹药，非戒严时间允许市民自由通行、正常营业等10项规定。
10月22日开始送电。10月23日《长春新报》出刊。10月24日电报、邮政、市内电话开通，火柴厂等工厂开工。10月25日，公共汽车开始售票运行、吉长铁路通车。10月27日各中学复课，19所小学开学。政府专拨粮食救济各校的教职员工以及原来的公费生。10月28日全市自来水修复。10月28日，商店相继开业，政府投放商业流动资金贷款東北幣5亿元。

10月31日，长春特别市军事管制委员会召开结束“军管”工作会议。。1948年11月1日长春特别市军管会发布第4号通告：“长春解放后，在此军管期间，经我党政军民全体努力，革命秩序业已确立，市政建设日趋恢复。本军事管制委员会，奉命宣告结束。本会全部职权，于本日移交中共长春市委、长春市政府。”至此，长春特别市解放后的10天军事管制工作。完成了历史使命。
1948年11月12日，市长邹大鹏、副市长张文海发布《长春特别市政府布告》，宣布自长春解放之日起，豁免全市工商业3个月的营业税，废除国民党的一切苛捐杂税，采取措施扶持私营经济，贯彻“公私兼顾、劳资两利”的方针，恢复和发展和人工商业。

## 入城接管经验总结
1948年10月28日，长春特别市第一任市委书记石磊奉调北平市委代理秘书长临行前，东北局主要领导对石磊说：“你写一个总结吧，总结一下接管大城市的经验，明天交给我。”石磊根据自己亲身参加长春光复和两次解放长春的经历，以及接收管理吉林市，总结接收与管理得到的经验教训，向东北局做了《入城10天工作情况》汇报，并以《接收长春的经验》为题向东北局提出7条接管城市的意见。
东北局将《接收长春的经验》呈报陈云、林彪、罗荣桓、刘亚楼、谭政并党中央。一说，10月30日，经时任东北局副书记陈云审阅，原题目不变，批呈报中共中央；另一说，10月30日，经时任东北局书记高岗审阅并批示“速电报中央”。11月1日，毛泽东在审看中，将该报告原文从头至尾加注了标点，并在石磊名字前加上了“长春市委书记”字样。毛泽东批示：
|  | AAA徐周，杨罗耿，杨李，彭张赵，粟陈唐，陈谢，中原，华北，华东。各同志： 兹将东北局酉陷电所述长春接收经验发给你们，望加注意。 中央戍东 |

## 组织架构
- 军事管制委员会主任唐天际（东北人民解放军第一兵团（即长春前线指挥所）副政委兼政治部主任）
- 军事管制委员会副主任石磊（吉林市委书记调任）/朱光（东北局城市工作部秘书长）继任、邹大鹏（首任市长）
- 军事管制委员会委员：张文海（首任副市长兼秘书长）、王效明（独立第11师师长）、宋景华（独立第11师政委）、陈刚（长春市委民运部长）、于克（吉林省委社会部部长兼省公安处处长）、杨实人（长春工委书记、长春市委组织部部长）。
- 长春市委：书记石磊（1948年10月30日调任北平市委秘书长）/朱光（东北局城市工作部秘书长）
- 长春特别市政府：市长邹大鹏、副市长张文海。长春市教育局副局长、局长赵东黎。
- 市政办事处：地下党黄勉之完整地保管了市房地产局的全部帐薄表册。
- 市公安局：10月19日在国民党长春市警察局内部工作的地下党员田平、吴守忠、韩文增、工作永等即在警察局内张贴了布告，并率领平日在警察局内联络交友的30余人，佩戴印有长春市公安总局印章的红袖标，封锁保护全部档案、枪支弹药、车辆以及所有的办公室；监视市警察局长袁家佩、副局长李贺民以及代理局长张翁石等人，并派人到朝阳、宽城子、南关等各区警察局接收。还组织电业局、电信局的职工群众保护设备。军管会派任公安局副局长的薛焰，带领李从模、赵鼎、侯诺青等于10月21日顺利接收了市公安局。市公安局局长由于克兼任。
- 秘书处
- 解放官兵招待所和登记处：10月22日成立。其下属各招待所，从即日起开始接待已到登记处登记了的国民党军流散官兵。仅第二招待所在开始工作的第一天，即有430人率其眷属前来登记，其中包括将级军官1名，校级33名，尉级24名。国民党长春团管区少将司令李树桂闻讯后也从朋友家出来，携其全家及其副官前来登记报到。联勤所属之四十一医院、二三二医院以及新编第七军军直及各师的野战医院等共11所，各院残留的国民党军伤病员1800余人，均得到了与解放军伤病员同等的伙食待遇和治疗条件。至10月31日军管结束，全市共收容国民党散兵24000余人，伤病员1800余人，登记警察800余人，收缴枪支800余支，捕获重要特务分子20余人，搜出电台17部。
- 统一接收保管委员会：统一接收国民党军政机关、学校、银行、工厂、房产、武器弹药、军需仓库等，要求所有接管工作必须经保管委员会批准，然后进行对口接收。军需物资接收后，一律交由卫戍部队保管。1948年11月末，接管工作基本完成。[5]
  - 军事组
  - 工业组：铁路系统的地下党刘承训等率领职工50余人，保护了铁路器材仓库、长春铁路工厂、22台机车和若干台车辆安然无损。铁路电务段地下党王宝儒保护60台机器设备完好无损。长春铁路医院的地下党刘永升保住医院不遭破坏。长春车站助理站长、地下党刘贤修看管下，始终井然有序。10月23日，解放区吉林铁路局派人顺利地将长春铁路系统接收下来。 长春市生产管理局的地下党丛占林在该局所辖的10个工厂中，每厂都安排了3-5人进行护厂。
  - 卫生组
  - 文教组
- 长春市卫戍司令部：唐天际兼任司令员、政委，王效明为副司令员，宋景华为副政委，同时宣布六项规定。在部队入城前，王效明要求干部战士进行个人财产登记，写下遵守纪律的保证书。部队入城自带柴米油盐，于民秋毫无犯，被中央军委、毛泽东通报表扬：“据报锦州战役中有一个纵队纪律最好，长春接收中有一个独立师纪律最好，其他各部的纪律则有较好者，有较坏者，有最坏者”，要求东北野战军前委“在结束沈阳、营口作战进行全军整训，开师级以上干部会议时，希望你们对纪律问题专门讨论一次，公开奖励最好者，批评最坏者，并做出专门的决议，报中央军委审阅”。[6]1948年11月20日，中央军委总政治部在一封复电里在答复如何奖励有功部队时，不同意用攻下的城市命名攻城有功部队，同时要求锦州之役要特别奖励者应是一个不争缴获的纵队，长春之役要特别奖励者应是一个纪律最好的独立师，可公开登报或内部通令方法奖励之。这封复电同时发至全军。[7]1948年11月，延边军分区补充该师新兵2000余人。1948年11月，独11师改称第164师。辖第490、第491、第492团。1948年12月吉林军区警卫团1100人补入该师。